# 若林正俊
若林 正俊（わかばやし まさとし、1934年〈昭和9年〉7月4日 - 2023年〈令和5年〉11月11日）は、日本の農林水産官僚、政治家。位階は従三位、勲等は旭日大綬章。
農林水産大臣（第43・45・46代）、環境大臣（第8代）、財務副大臣（第2次森改造内閣（中央省庁再編後）・第1次小泉内閣）、大蔵総括政務次官（第2次森改造内閣（中央省庁再編前））、総務政務次官（宇野内閣・第1次海部内閣）、参議院国際テロリズムの防止及び我が国の協力支援活動等に関する特別委員長、参議院農林水産委員長、参議院政治倫理審査会会長、参議院議員（2期）、衆議院議員（3期）などを歴任した。
「若」の字は、くさかんむりの部分が3画の「艹」ではなく、4画の「十十」である字体を正式な表記としている。

## 来歴

### 生い立ち
長野県更級郡篠ノ井町（現在の長野市）出身。成蹊中学校・高等学校を経て、東京大学法学部第1類（私法コース）卒業。

### 官界
大学卒業後は農林省に入省。食品流通局市場課長、農林経済局金融課長、構造改善局農政部農政課長、国土庁長官官房総務課長を歴任。1983年1月に農林水産省に戻るとともに退官した。

### 衆議院議員
1983年の第37回衆議院議員総選挙に自由民主党公認で旧長野1区から初当選（倉石忠雄の地盤を継承）した。続く1986年第38回衆議院議員総選挙で再選を果たす。総務政務次官などを歴任するが、1990年の第39回衆議院議員総選挙で落選した。
1993年の第40回衆議院議員総選挙で当選する。1996年の第41回衆議院議員総選挙では2度目の落選となった。

### 参議院議員
1998年に参議院議員に鞍替えし第18回参議院議員通常選挙長野県選挙区で当選。2004年第20回参議院議員通常選挙で再選。

### 第1次安倍政権・福田政権
2006年、第1次安倍内閣で環境大臣として初入閣。2007年5月28日から6月1日まで、自殺した農林水産大臣・松岡利勝の後を受けて農水大臣臨時代理を務めた。これは松岡の外国訪問中にはおおむね若林が臨時代理に指定されていたことなどによる。
8月1日、松岡利勝の正式な後任として農林水産大臣を務めていた赤城徳彦の辞任に伴い、農林水産大臣を兼任。8月27日の内閣改造（第1次安倍内閣改造内閣）により一度は閣僚を退任したが、自分の後任農林水産大臣として入閣した遠藤武彦の辞任に伴い、8日後の9月4日に専任大臣として再度就任。
臨時代理を含めると「3ヶ月余りで3回目の大臣就任」という事態となったことで、「不祥事を起こした農林水産大臣の後のリリーフ役」というイメージが定着し、農林水産省では「抑えの切り札」「ミスター・リリーフ」と呼ばれるようになった（ただし、自身にも関連政治団体への不透明な政治資金が発覚したことがある）。同年9月26日に発足した福田康夫内閣でも農林水産大臣に再任され、2008年8月2日の内閣改造まで1年間在任した。

### 閣僚退任後
体調不良で自民党参議院幹事長を辞任した山崎正昭の後任に自民党両院議員総会長の谷川秀善が就任したことを受け、空席になった自民党両院議員総会長に就任。
2009年の第45回衆議院議員総選挙で自民党下野が決まった後の9月16日には、内閣総理大臣指名選挙で自民党の首班候補となり、119票を得た（民主党代表の鳩山由紀夫は327票）。これは、総選挙で惨敗した責任を取って麻生太郎を初めとした自民党幹部が総裁など党役職を辞任すること、この時点で自由民主党総裁選挙が実施されておらず、後継総裁が決まらない状況でもあったことから、自民党議員全員が一致して投票できる候補として、両院議員総会長の職にあった若林に白羽の矢が立ったものである。相次いだ農相リリーフに続く「大役」が話題となり、参議院議員初の自民党指名候補となった。若林本人は「若林正俊（の名前を書くこと）自体に、大きな意味があるとは思わない。（自民党の）結束のためだ」とコメントした。
同年12月5日、翌年行われる第22回参議院議員通常選挙へ立候補せず、引退する意向を表明した。2010年7月に任期満了後の夏の参院選には、代わりに長男が公募という形で自民党公認として出馬する段取りが既にできていた。
2010年4月2日、3月31日の参議院本会議での採決において、自民党が党議拘束によって投票行動が一致していた日本放送協会平成22年度予算案など計10件で押しボタン式投票で欠席していた自民党前参議院議員会長の青木幹雄の投票ボタンを押した責任を取って参議院議長・江田五月に議員辞職願を提出し、同日の参議院本会議で若林の辞職案件が可決され、若林の議員辞職が決定した。代理投票をした理由としては、参議院本会議で導入されている押しボタン式投票では有権者が個々の議員の投票先が容易に閲覧できる仕組みになっていることから、棄権が多くなると国会欠席で政治活動が怠慢であるとして有権者にネガティブな印象を与えてしまうために、青木から代理投票を依頼されたと推測されたが、若林は記者会見で「魔が差したとしか言いようがない」「青木さんから依頼されたことはない」と謝罪・釈明を行い、青木からの代理投票の依頼を否定した。
「多年にわたり国会議員として議案審議の重責を果たすとともに、農林水産大臣等として国政の枢機に参画した」功労により、2011年6月24日、皇居での大綬章等勲章親授式において旭日大綬章を授与された。
2023年11月11日1時2分、東京都内の施設で死去した。89歳没。死没日付をもって従三位に叙された。

## 政策
- 健康増進法を努力規定ではなく義務規定として、受動喫煙防止を徹底することに反対している[18]。

## 不祥事
収支報告書未記載
2007年2月20日、『読売新聞』の調査で2004年の参議院議員通常選挙における若林の選挙運動費用収支報告書に、実際の収支と異なる記述をしていたことが分かった。選挙運動費用に400万円超の余剰金が出たにもかかわらず、その余剰金の存在を選挙運動費用収支報告書に記載しなかった。選挙運動費用収支報告書に記載されなかった余剰金は、自由民主党支部の金庫内に保管していたという。なお、選挙運動費用収支報告書への故意の虚偽記載は公職選挙法違反に該当する。
投票日直前の違法献金
若林が支部長を務める自由民主党長野県参議院選挙区第一支部が、国から公共工事を受注している建設会社から参議院通常選挙投票日直前に寄附を受け取っていたため、公職選挙法違反が指摘されている。
参議院本会議場の不適切採決
2010年3月31日、2010年度NHK予算案の本会議採決の際、自らの議席の隣席の青木幹雄の「賛成」ボタンを押した。採決の際、青木は途中退席して席にいなかった。これに反応した参院民主党は「前代未聞の不正行為を働いた。国会の議決を不正行為によってゆがめた恐ろしい事案だ」として、若林の懲罰動議を提出し、若林は4月2日に議員を辞職した（このため参院民主党から提出された懲罰動議も取り下げとなった）。

## 政治団体と献金
政治団体代表に農林補助金団体のトップが在任
関連政治団体「東京正風会」の代表者に、農水省の補助金を受けている団体の会長が在任していることが分かった。若林事務所によると、この人物は若林の別の関連政治団体「正風産業政策懇談会」に2004～2006年、計12万円の献金をしている。若林は2007年9月6日午前、報道陣に「弁護士に検討してもらったが、法律上の問題はない。献金は個人としてもらったもので社会的に非常識な金額でもなく、不適切とは全く思っていない」と述べた。若林によると、1998年から代表に就任しているという。現在、この人物は農水省所管の社団法人「全国遊漁船業協会」の会長を務めており、同協会は2005年度に1777万円、2006年度に1809万円の補助金を受けている。政治資金規正法は国から補助金を受けた法人に1年間、政治活動への寄付を禁じているが、個人については規制されていない。
道路関係団体から献金
道路特定財源を資金源とする道路運送経営研究会（道路特定財源の一般財源化に反対している）から献金を受けている。

## 略歴
- 1934年 - 誕生。
- 1957年 - 東京大学法学部第1類（私法コース）卒業。
- 1957年 - 農林省入省。
- 1981年 - 国土庁長官官房総務課長。
- 1983年 - 農林水産省退官。
- 1983年 - 第37回衆議院議員総選挙当選。
- 1986年 - 第38回衆議院議員総選挙当選。
- 1989年 - 総務政務次官（宇野内閣）。
- 1989年 - 総務政務次官（第1次海部内閣）。
- 1990年 - 第39回衆議院議員総選挙落選。
- 1993年 - 第40回衆議院議員総選挙当選。
- 1993年 - 自由民主党整備新幹線建設促進特別委員会副委員長。
- 1994年 - 自由民主党交通部会部会長。
- 1995年 - 自由民主党長野県支部連合会会長。
- 1995年 - 自由民主党団体総局労働・消費者団体委員会委員長。
- 1996年 - 第41回衆議院議員総選挙落選。
- 1998年 - 第18回参議院議員通常選挙当選。
- 1999年 - 参議院農林水産委員長。
- 2000年 - 自由民主党総合農政調査会会長代理。
- 2000年 - 自由民主党林政調査会会長代理。
- 2000年 - 大蔵総括政務次官（第2次森改造内閣（中央省庁再編前））。
- 2001年 - 財務副大臣（第2次森改造内閣（中央省庁再編後））。
- 2001年 - 財務副大臣（第1次小泉内閣）。
- 2001年 - 参議院財政金融委員会理事。
- 2001年 - 自由民主党政務調査会審議委員。
- 2002年 - 自由民主党総務。
- 2002年 - 参議院憲法調査会運営検討委員長。
- 2002年 - 参議院金融問題及び経済活性化に関する特別委員会理事。
- 2003年 - 参議院個人情報の保護に関する特別委員会理事。
- 2003年 - 参議院国際テロリズムの防止及び我が国の協力支援活動等に関する特別委員長。
- 2004年 - 第19回参議院議員通常選挙当選。
- 2004年 - 参議院政治倫理審査会会長。
- 2004年 - 参議院予算委員会筆頭理事。
- 2004年 - 自由民主党山村振興委員会委員長。
- 2005年 - 自由民主党参議院政策審議会会長。
- 2005年 - 自由民主党憲法調査会会長代理。
- 2005年 - 自由民主党選挙制度調査会会長代理。
- 2006年 - 環境大臣（第1次安倍内閣）。
- 2007年 - 農林水産大臣臨時代理（第1次安倍内閣）。
- 2007年 - 農林水産大臣（第1次安倍内閣）。
- 2007年 - 農林水産大臣（第1次安倍改造内閣）。
- 2007年 - 農林水産大臣（福田康夫内閣）。
- 2008年 - 自由民主党農林水産物貿易調査会会長代理。
- 2008年 - 自由民主党憲法審議会副会長。
- 2008年 - 自由民主党高齢者特別委員会委員長。
- 2009年 - 自由民主党両院議員総会長。
- 2009年 - 参議院政府開発援助等に関する特別委員長。
- 2009年 - 全国山村振興連盟会長。
- 2009年 - 自由民主党農林水産物貿易調査会会長。
- 2009年 - 食品産業振興議員連盟会長。
- 2010年 - 参議院議員辞職。
- 2011年、旭日大綬章を受章[27][13]。

## 著作

### 単著
- 『誇りあるふる里づくり国づくり――21世紀をめざして』、正風社、1983年。
- 『日本の進路――科学技術立国への道』、共同情報企画、1989年。

### 編著
- 『農地法の解説』、全国農業会議所、1981年。

## 人物
- 姓の「若」については、くさかんむりを4画で「艹」と表記するのが正式である。そのため、旭日大綬章受章時の内閣府の名簿では、本名の欄は4画くさかんむりを用いて記載され[13]、「芸名等」[13]として括弧書きで3画くさかんむりを用いた氏名が附記されている[13]。
- 長男の若林健太（公認会計士）は、2006年8月に行われた長野県知事選に出馬表明したが、その後、出馬断念した。尚、2010年の第22回参議院議員通常選挙に父親の後継者として出馬し、当選[28]。2021年に衆議院議員へ鞍替えし、長野県第1区から初当選するが、2024年には、いわゆる裏金議員とされ、比例重複が認められなかったため、議席を失っている。
- 選択的夫婦別姓制度導入に反対[29]。

## 所属していた団体・議員連盟
- 神道政治連盟国会議員懇談会
- 北京オリンピックを支援する議員の会
- 日韓議員連盟